# Gurmeet Ram Rahim Singh
Gurmeet Ram Rahim Singh (nacido el 15 de agosto de 1967) es un autoproclamado gurú indio, productor musical, cantante-compositor, actor y cineasta. Él ha sido el jefe del grupo social Dera Sacha Sauda (DSS) desde el 23 de septiembre de 1990. El Indian Express colocó a Singh en el lugar 96 en su lista de los 100 indios más importantes de 2015.
Singh ha lanzado varios álbumes y películas, que giran típicamente alrededor de él y de sus enseñanzas. Generalmente se le acredita en sus películas como actor, director, escritor, compositor, así como varios otros papeles; Notablemente recibió créditos en treinta departamentos de cine separados para su película de 2016 MSG: The Warrior Lion Heart.  Sus películas fueron recibidas negativamente por los críticos, con muchos considerándolos propaganda y criticando su mala calidad.
Singh ha sido acusado de burlarse de figuras religiosas sikh e hindú , así como de la tribu Adivasi. También ha sido acusado de violación, asesinato y ordenar castraciones forzadas. El 25 de agosto de 2017, fue declarado culpable de violación por un tribunal especial de la Oficina Central de Investigación (CBI). Su convicción condujo a los disturbios extensos, que dejaron  muertos y lesionados. El 28 de agosto de 2017, Singh fue sentenciado a 20 años de cárcel por violación.